# تعالی فردی
تعالی فردی (انگلیسی: Egotistical sublime)، تعبیری است که جان کیتس برای توصیف شعر ویلیام وردزورث در نامه ای به ریچارد وودهاوس در سال ۱۸۱۸ به کار برد.

## تعالی نفس
تعالی نفسانی انسان در گره زدن روح خود با ذات الهی منوط به رهایی از قید غرور و خود پسندی است و در غزلیات ویلیام شکسپیر نمونه دارد.